# The Wrestler (film)
The Wrestler is een Amerikaanse film uit 2008 geregisseerd door Darren Aronofsky en geschreven door Robert D. Siegel. Mickey Rourke, Marisa Tomei, Evan Rachel Wood, en Ernest Miller spelen de hoofdrollen.

## Verhaal
Robin Ramzinski, bijgenaamd Randy "The Ram" Robinson, (Mickey Rourke) is een professioneel worstelaar die grote successen had in de jaren 80, maar nu voorbij zijn hoogtepunt is. Hij worstelt nog in de week-ends. Een promotor stelt hem voor opnieuw een gevecht te leveren tegen zijn belangrijkste tegenstander, de Ayatollah (Ernest Miller). Randy stemt toe, hopend dat deze match hem weer naar de top zal brengen. Maar na een zwaar gevecht krijgt hij een hartaanval waardoor hij geen zware inspanningen meer mag doen zoals worstelen. Randy accepteert zijn "handicap" en begint met te werken in een supermarkt als delicatesse-verkoper. Op verzoek van zijn beste vriendin, stripper Cassidy (Marisa Tomei) zoekt hij zijn dochter Stephanie (Evan Rachel Wood) weer op, die hij lang niet meer gezien heeft. Als hij het terug goed kan maken met zijn dochter, regelt hij een etentje met haar maar daarna krijgt hij een ruzie met Cassidy waardoor hij naar een bar gaat en het etentje totaal vergeet waardoor Stephanie hem nooit meer wil zien. Hij krijgt ook nog een ongeluk in het warenhuis waardoor voor hem de maat vol is en hij terug begint te trainen voor de match tegen Ayatollah. Cassidy probeert hem nog tegen te houden voor hij in de ring stapt maar hij heeft zijn keuze gemaakt. En geeft een speech dat hij het doet voor zijn publiek dat zij de reden zijn dat hij er nog staat. Tijdens het gevecht met Ayatollah krijgt zijn hart te verduren maar hij gaat door, Ayatollah stelt voor om een eind aan de match te maken en Randy klimt op de bovenste touwen hij kijkt nog even of Cassidy er nog is maar zij is vertrokken. Hij maakt de sprong waarna de soundtrack begint af te spelen.

## Rolverdeling
- Mickey Rourke als Randy "The Ram" Robinson / Robin Ramzinski
- Marisa Tomei als Cassidy / Pam
- Evan Rachel Wood als Stephanie Ramzinski
- Mark Margolis als Lenny
- Todd Barry als Wayne
- Judah Friedlander als Scott Brumberg
- Ernest Miller als "The Ayatollah" / Bob
- Wass Stevens als Nick Volpe
- Donnetta Lavinia Grays als Jen
- Armin Amiri als Dr. Moayedizadeh

## Filmmuziek
Eén song in de film The Wrestler is geschreven door Bruce Springsteen.